# بريت ألين
بريت ألين (بالإنجليزية: Brett Allen)‏ هو حكم كرة قدم أسترالية ‏ أسترالي، ولد في 14 أبريل 1966 في أستراليا.